# Даулет (Алматинская область)
Даулет (каз. Дәулет, до 1999 г. — Привольное) — упразднённое село в Талгарском районе Алматинской области Казахстана. Входило в состав Кайнарского сельского округа. 
В 2023 году включено в состав села Жетыген и исключено из учётных данных.

## Население
В 1999 году население села составляло 898 человек (449 мужчин и 449 женщин). По данным переписи 2009 года, в селе проживали 1193 человека (556 мужчин и 637 женщин).